# 濋泉

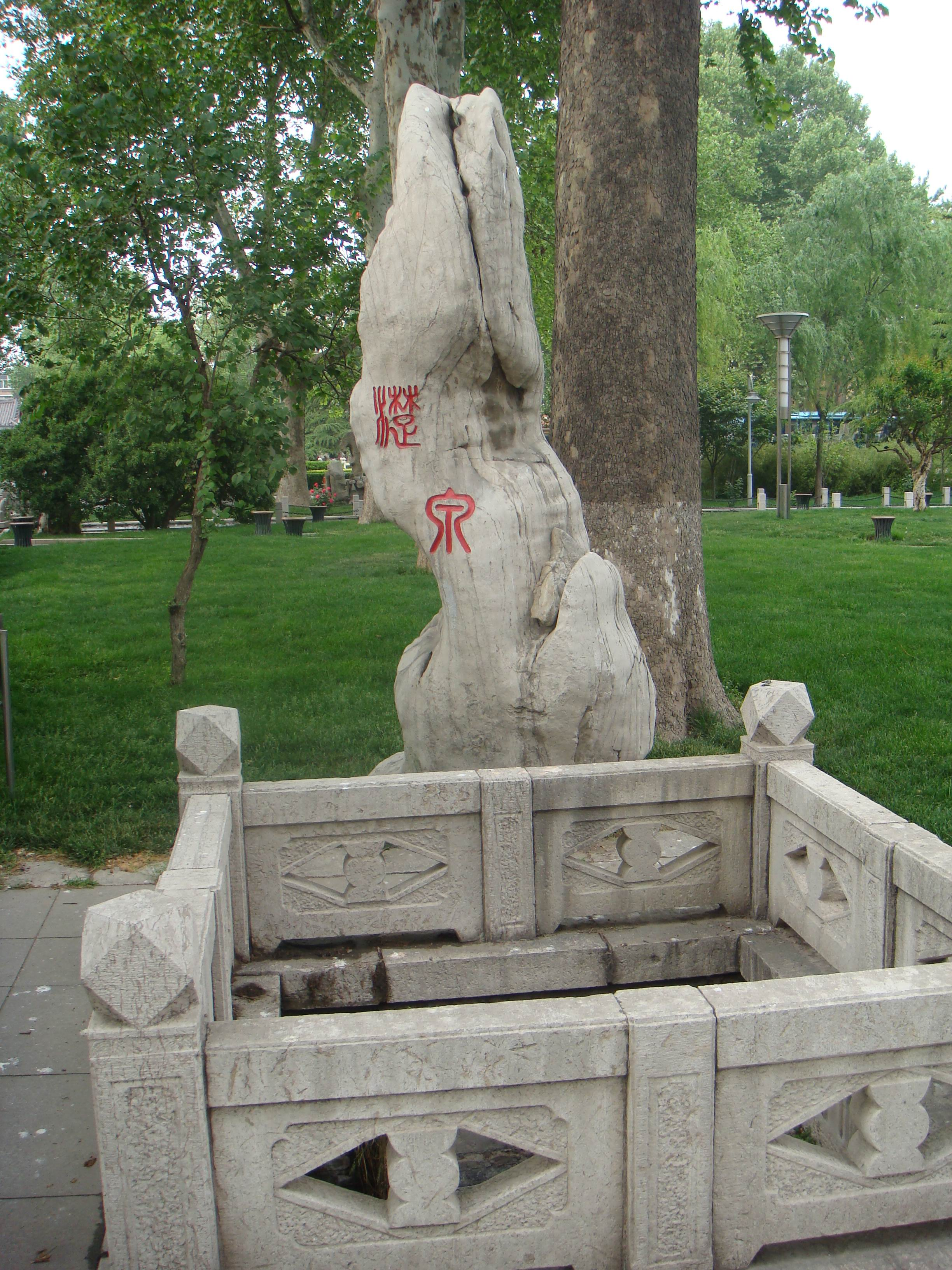
濋泉泉池，2010年5月

濋泉位于中国山东省济南市历下区泉城路院前街1号的山东省人大院内，西距珍珠泉约30米，曾载于清道光年间的《济南府志》和郝植恭的《七十二泉记》，亦列入2004年4月评选的新七十二名泉，隶属珍珠泉泉群。
该泉为清康熙七年（1668年）山东巡抚刘芳躅在巡抚大堂西北侧掘地时涌出，著名文学家、时任刘芳躅幕僚的朱彝尊以《尔雅·释水》中的“水自济出为濋”命名为“濋泉”，并撰《濋泉记》，今池内北壁和池周高石上刻有王讷题写的篆体泉名。
1951年秋重新以块石砌筑池岸，形成长、宽各1.5米、深2.5米的方形泉池，并在池周饰以石栏。盛水期时水自池底岩隙涌出，清澈见底，但因近年济南的泉水危机而时有停喷，水面也常有藻类和杂物覆盖。